# Steriogram
Gli Steriogram sono un gruppo musicale alternative metal e rapcore neozelandese, formatosi ad Auckland nel 1999. La loro musica incorpora elementi di derivazione heavy metal, punk rock e rap, ed è fortemente ispirata dai Offspring.

## Storia del gruppo
Gli Steriogram prendono il loro nome dall'unione dei nomi altre due band, i Rogergram e gli Steriosugar.
Nel 2004 è stato pubblicato il loro album di debutto, Schmack!, dal quale sono stati estratti 6 singoli.
Il singolo Walkie Talkie Man ha ottenuto un discreto successo, ottenendo la nomina in cinque MTV Video Music Awards ed una per i Grammy.
Il secondo album, This Is Not the Target Market, è stato pubblicato nel 2007.

## Formazione
- Tyson Kennedy - voce
- Tim Youngson - chitarra e voce d'accompagnamento
- Jared Wrennall - batteria
- Brad Carter - voce d'accompagnamento e chitarra
- Jake Adams - basso e voce d'accompagnamento

## Discografia

### In studio
- 2004 - Schmack!
- 2007 - This Is Not the Target Market
- 2010 - Taping the Radio

### EP
- 1999 - Soccerstar
- 2001 - Sing The Night Away

### Singoli
- White Trash (2001)
- Walkie Talkie Man (2004)
- Roadtrip (2004)
- Go (2005)
- Tsunami (2005)
- On and On (2005)
- Just Like You (2006)
- Own Way Home (2007)
- Ready for Action (2010)
- Skinny Runt Revolution (2010)
- Moving On (2010)